# Winston Bogarde
Winston Lloyd Bogarde (Rotterdam, 22 de outubro de 1970) é um ex-futebolista dos Países Baixos que atuava como zagueiro. É atualmente auxiliar-técnico do Ajax.

## Carreira em clubes
A carreira de Bogarde iniciou-se em 1988, no SVV. Em 1990, aos 19 anos, foi cedido por empréstimo ao Excelsior, terceiro time profissional de Rotterdam.
Embora tivesse curta passagem pelo Excelsior, Bogarde chamou a atenção do Sparta, rival local dos Roodzwarten, marcando 14 gols em 65 partidas. Isto levou o então poderoso Ajax a investir no jovem zagueiro, contratado em 1994.
No clube de Amsterdã, Bogarde foi um coadjuvante na conquista do título da Liga dos Campeões da UEFA 1994–95 (não saiu do banco de reservas na decisão contra o Milan) e do título do Mundial Interclubes, também em 1995. No total, o zagueiro entrou em campo 62 vezes e balançou as redes adversárias em 6 ocasiões.
Após as conquistas com o Ajax, Bogarde foi contratado pelo Milan, mas sua passagem pelo Rossonero foi um verdadeiro fiasco: apenas quatro jogos disputados, e geralmente ficava no banco de reservas. Pouco depois, o empréstimo com a equipe italiana foi encerrado.
Nos últimos anos de sua carreira como jogador, Bogarde atuaria ainda no Barcelona (foi também um coadjuvante no meio de vários jogadores de destaque, fazendo parte também do "pacote holandês" contratado pelos Blaugranas), tendo atuado em 41 partidas e marcado 4 gols, e também no Chelsea, que o contratou em 2000. Sua trajetória pelos Blues de Londres foi também rápida: foram apenas 9 partidas, sem ter feito nenhum gol. Um dos motivos do insucesso de Bogarde no Chelsea foi o alto salário, fazendo com que o zagueiro fosse inclusive "rebaixado" ao time reserva e até para os juniores, numa justificativa de obrigá-lo a sair, gerando críticas do próprio jogador.
No final de 2004, seu contrato com o Chelsea foi rescindido, e Bogarde, aos 35 anos e sem conseguir encontrar um novo clube para seguir jogando profissionalmente, resolveu, em novembro de 2005, anunciar o final de sua carreira.. Afastado do futebol, fundou em 2007 a Global Music Entertainment, uma agência de eventos especializada em música urbana, juntamente com seus amigos Marlon Albitrouw e Reggy Fabre.

## Pós-aposentadoria
Em 2008, iniciou a carreira de técnico no time sub-18 do Volendam, onde permaneceria durante um ano.
Regressou ao Ajax em 2017 como treinador individual nos juniores do clube, além de ter sido auxiliar e técnico interino do Jong Ajax, a equipe reserva dos Ajacieden, entre 2017 e 2020, quando foi promovido a assistente de Erik ten Hag no time principal.

## Carreira internacional

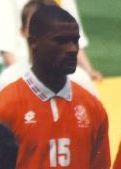
Bogarde durante a execução do hino holandês antes de um jogo na Euro 1996.

Bogarde jogou entre 1995 e 2000 pela Seleção da Holanda, estreando nas eliminatórias da Eurocopa de 1996, contra a Irlanda. Convocado para integrar o elenco da Laranja Mecânica, disputou os 4 jogos da equipe, que foi eliminada nos pênaltis pela França.
Participou também da Copa de 1998, jogando apenas 2 vezes, na vitória sobre a Coreia do Sul e no empate com o México, sempre no lugar de Arthur Numan, de quem foi reserva. Com a suspensão de Numan, expulso contra a Argentina, Bogarde estava perto de jogar pela primeira vez um jogo de Copa na condição de titular, entretanto uma fratura no tornozelo o tirou da partida contra o Brasil, dando lugar a Philip Cocu.
Era cogitada sua convocação para a Euro 2000, sediada por Holanda e Bélgica, porém acabou sendo preterido.

## Vida pessoal
Em dezembro de 2005, 1 mês após deixar os gramados, Bogarde lançou sua autobiografia, intitulada Winston Bogarde - Deze neger buigt voor niemand.
Seus sobrinhos, Melayro, Lamare e Danilho Doekhi, seguem também a carreira futebolística.

## Títulos
Ajax
- Eredivisie: 1994–95, 1995–96
- Supercopa dos Países Baixos: 1995
- Liga dos Campeões da UEFA: 1994–95
- Copa Intercontinental: 1995
- Supercopa da UEFA: 1995

Barcelona
- La Liga: 1997–98, 1998–99
- Copa del Rey: 1997–98
- Supercopa da UEFA: 1997